# Peter Terrid
Peter Terrid ist das Pseudonym des deutschen Science-Fiction-Schriftstellers Wolfpeter Ritter (* 15. Januar 1949 in Uerdingen; † 1. Dezember 1998 in Köln-Porz).
Ritter studierte zunächst Englisch und Geschichte auf Lehramt, wechselte dann über auf Geschichte, Soziologie und Politikwissenschaft. Peter Terrid begann noch während seines Studiums mit der Schriftstellerei und brachte 1970 seinen Erstlingsroman Das Pendel der Zeit heraus, der in der Heftreihe Terra Nova erschien.
1974 beteiligte er sich an der Atlan-Reihe (ab Bd. 125) und der DRAGON-Serie (ab Bd. 9); 1976 wurde er Perry-Rhodan-Autor. Ab 1977 schuf er die Mini-Serie Time Squad für die Heftreihe TERRA ASTRA, die einen Umfang von 21 Bänden erreichte. Als 1980 die Fantasy-Serie Mythor ins Leben gerufen wurde, war Terrid einer der Stammautoren. Er schrieb unter dem Pseudonym Pierre Lykoff in der Horror-Serie Dämonenkiller, als Patrick Wynes in den Krimiserien Kommissar X und Die Katze, als Patricia Wynes in Gaslicht.

## Weitere Pseudonyme
- John Catlin
- Jerry Cotton
- Pierre Lykoff
- Patricia Wynes
- Patrick Wynes

## Werke (Auswahl)
- Das Pendel der Zeit (1970)
- Schmied der Unsterblichkeit. Arthur Moewig, Rastatt 1987, ISBN 3-8118-5136-5. (Perry Rhodan-Taschenbuch Planetenroman Band 288)
- Im Reich der Jade-Göttin (1997)

## Auszeichnungen
- 1999 Deutscher Phantastik Preis[1]